# Jehan de Vernyes
Jehan de Vernyes, né vers 1530 à Salers et mort le 31 mars 1614 à Paris, est un magistrat auvergnat, connu pour être l'auteur de mémoires incontournables pour écrire l'histoire de la France à fin du XVIe siècle.

## Biographie
Jean de Vernyes est né à Salers vers 1530. Sa carrière d'officier des finances le conduit à devenir président de la cour des aides de Montferrand. En 1578 Henri III le nomme procureur du roi. Catherine de Médicis le fait maître ordinaire des requêtes. Henri IV le nomme conseiller au conseil privé de Navarre. En 1600 il est procureur général à la Chambre de l'édit de Castres. Il meurt à Paris le 31 mars 1614.

## Œuvres
- Mémoires de Jehan de Vernyes, Clermont-Ferrand, Thibaud-Landriot, 1838 (lire en ligne)Plusieurs copies manuscrites des mémoires sont conservées à la Bibliothèque du Patrimoine de Clermont Auvergne Métropole. La première édition de Benoît Gonod a été réimprimée chez Aubry en 1874, chez Slatkine en 1976
- « Lettre de M. de Vernyes,... écrite de Paris le 15 avril 1599 à Mgr le Duc de Ventadour,... », Tablettes historiques de l'Auvergne,‎ 1841